# Каракіліська битва
Каракіліська битва (вірм. Ղարաքիլիսայի ճակատամարտ Gharakilisayi chakatamart, тур. Karakilise Muharebesi або Karakilise Muharebeleri) — битва між османськими та вірменськими військами поблизу міста Каракіліс на Кавказькому театрі воєнних дій у роки Першої світової війни та Вірмено-турецької війни.

## Історія
Після Жовтневого перевороту деморалізована Російська Кавказька армія була замінена військами новоствореної вірменської держави, що складалися з вірменські загонів добровольців і вірменських іррегулярних формувань. У 1918 році у край були введені війська Диктатури Центрокаспію, республіки Гірська Вірменія і британські війська Данстерфорс — елітні війська зняті з Месопотамського і Західного фронтів. Німецька імперія відрядила також в Батумі Німецьку Кавказьку експедицію, головна мета якої полягала в забезпеченні поставок нафти. Вірменськими військами командував генерал Назарбекян Товмас Ованесович.
На початку 1918 року турецька армія вторглася в Західну Вірменію, захопивши кілька міст (Ерзурум, Сарикамиш, Карс, Александропіль). Вірменські війська відступили під натиском переважаючих сил противника разом із тисячами біженців, безпеку яких забезпечував загін Андраніка. З Александрополя частина турецьких військ рушила до Ерівані (див.: Сардарапатська битва), інша частина — до Каракліса. Після дводенних боїв у Джалалахлі (нині Степанаван) загін Андраніка 20 травня зосередився в селі Дзех, а потім підійшов до Діліжана.
25 травня вірменські військові сили організували Каракіліський фронт, де вірмени зосередили близько 7 тисяч солдатів та офіцерів, 20 кулеметів, 12 гармат.
Протягом 3 днів (25-28 травня) велися жорстокі бої на околицях Базума. І вірмени, і турки зазнали великих втрат. 26 травня вірменські війська зайняли Ванадзор і перейшли в контрнаступ. Турки змушені були відступити, але, отримавши підкріплення, перейшли в контрнаступ. Турки зайняли Варданлу, потім Ванадзор, у битві за Ванадзор обидві сторони зазнали великих втрат. Хоча туркам вдалося зайняти Ванадзор і влаштувати масову різанину місцевого населення (близько 4 тис. осіб), попри цьому, вони наразилися на затятий опір вірменського населення, внаслідок чого турки вирішили не просуватися далі вглиб Вірменії.